# ネスレ・ミロ

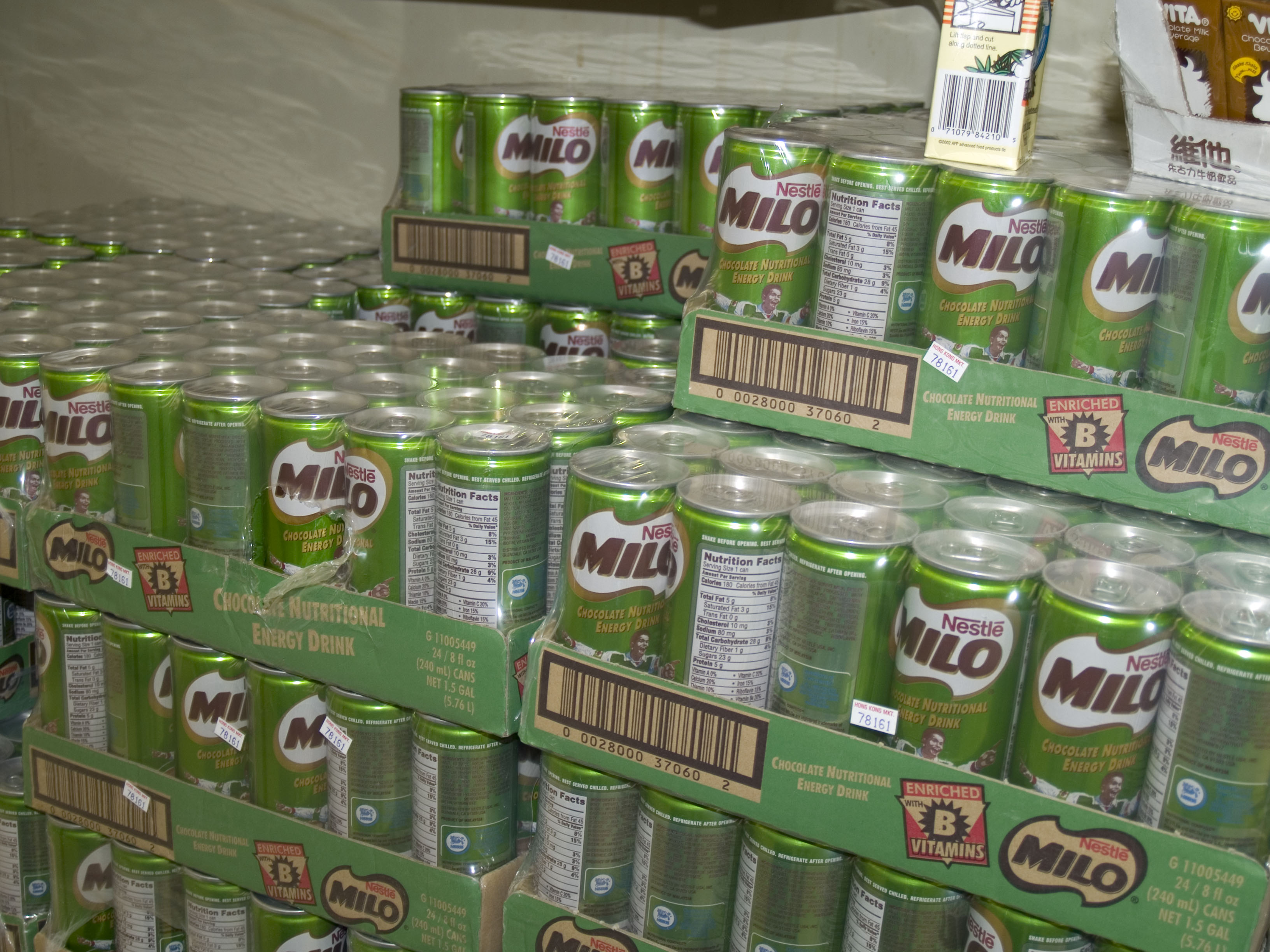
缶入りのミロ（アメリカ合衆国テキサス州ヒューストン市内の香港超級市場にて）

ネスレ・ミロ (Nestlé Milo) は、ネスレ社が製造、発売するココア味の粉末麦芽飲料のブランド。日本では1973年よりネスレ日本が販売している。
蛋白質や鉄分などの栄養素を持つ大麦麦芽にココア、脱脂粉乳、各種ミネラル、ビタミンを加え、機能性飲料として商品化したもの。通常、粉末の製品を冷たい牛乳か温かい牛乳で溶いて飲む。

## 概要

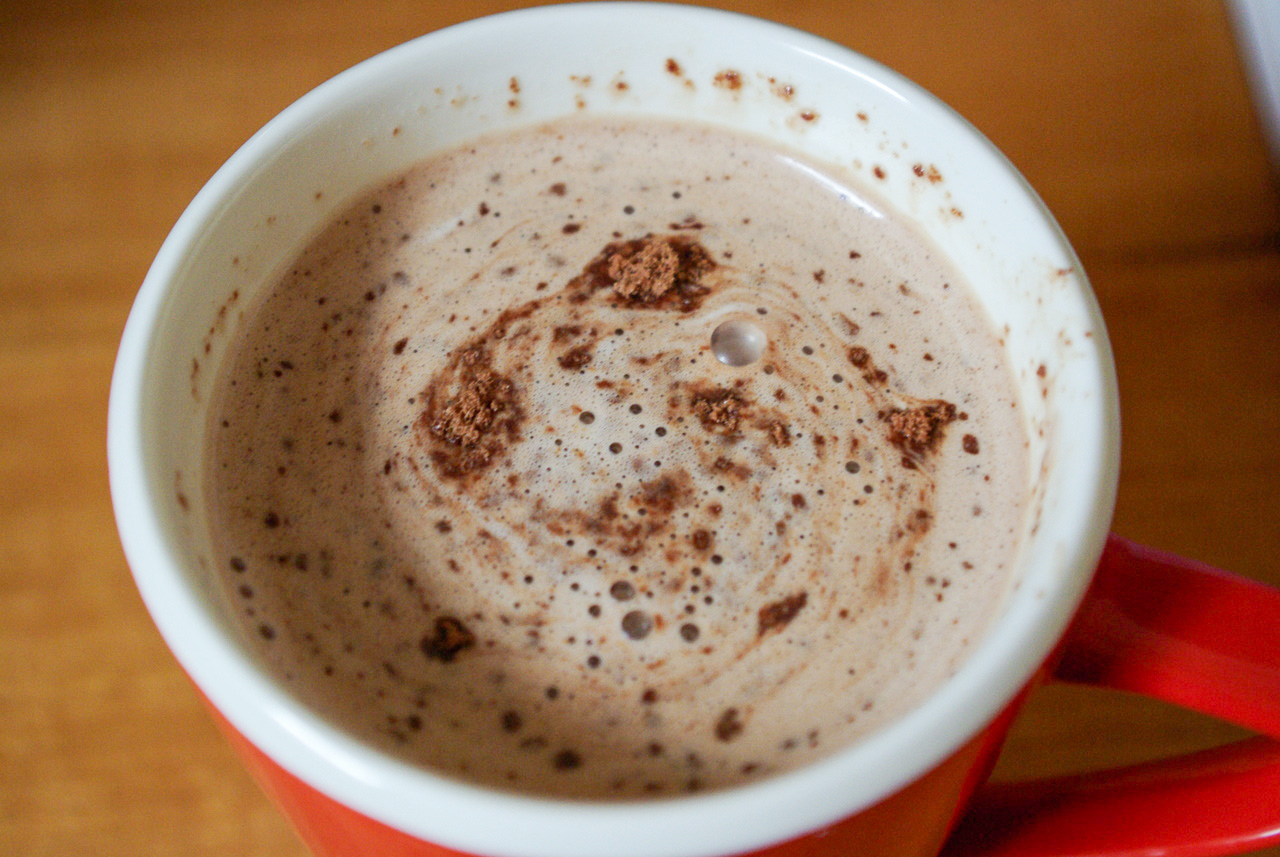
溶かされたネスレ・ミロ

ミロは1934年、オーストラリアのトーマス・マインにより開発された。名前は古代ギリシアの強力なアスリート・クロトンのミロンにちなんでいる。
なお日本での名称である「ミロ」はドイツ語の発音であり、英語圏では「マイロゥ」と発音される。
ネスレのテレビCMでは「スポーツをする子供たち」がイメージとして使われているため「子供の飲み物」のイメージが強いが、中南米やアジア（特に東アジア、東南アジア地域）では、成人にも好まれている。香港の茶餐廳やファストフード店では「美祿」（広東語: メイロッ）と呼ばれ、定番メニューとなっている。
今日では多くの国で作られており、例えばシンガポール、マレーシア、中国、タイ、インドネシア、フィリピン、ベトナム、ニュージーランド、香港、日本、ジャマイカ、ガイアナ、トリニダード・トバゴ、チリ、コロンビア、ペルー、ナイジェリア、ケニア、ガーナ、パプアニューギニア、南アフリカ、スリランカ、シリア、台湾、イギリスなどである。東南アジア圏で販売されている大容量缶入り版は日本国内でも輸入品店等で購入する事が出来る。

## 栄養素
ミロ粉末15グラムを150ccの牛乳に溶かして飲む場合、1杯あたり164キロカロリー (690 kJ) である。一方でグリセミック指数は低く、牛乳で作った場合は33、低脂肪乳で作った場合は36である。このため、エネルギーが少しずつ使われる。
2010年現在の日本のミロの広告では、ビタミンA、D、ビタミンB1、ビタミンB2、ナイアシン、カルシウム、鉄分の「7つの栄養素」が含まれていると解説されている。

## 主な商品
- ネスレ ミロ オリジナル（栄養機能食品）
- ネスレ ミロ オリジナル スティック  - 個包装タイプ
- ネスレ ミロ オトナの甘さ - 甘さひかえめな味わい。「ミロ」の栄養は変わらず、砂糖を一部食物繊維に置き換えた商品

## 関連商品

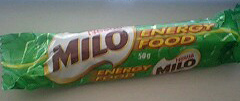
ミロ・チョコレートバー

「オリジナル」の他に、カルシウム入りで特定保健用食品の「ネスレ ミロ 180g」（瓶入り）、ポーションタイプの「ネスレ ミロ アイスクール」（夏季限定）がある。
また、日本では、赤城乳業との提携で、北海道と九州、沖縄の地域限定でアイスバー（6本入りの箱売り）が販売されている。日本以外では、ネスレ・ミロのチョコレートバーや朝食用のシリアル、缶ジュースタイプなどがある。チョコバーは日本でもヴィレッジヴァンガードや輸入食料品店等で購入出来る。

## 歴史

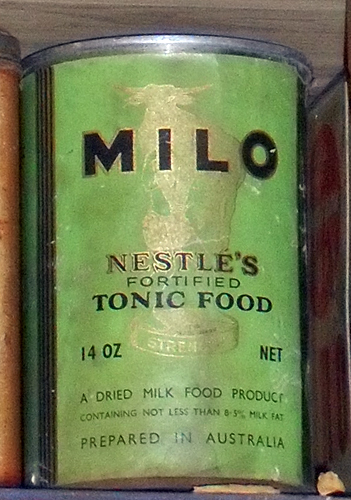
1940年代のミロの缶

ミロは、世界恐慌の影響で栄養が不足していた1930年代のオーストラリアの子供たちのために考案された。ネスレ・オーストラリアのトーマス・マインが考案し、ニューサウスウェールズ州ケンプセイの工場で作られ始め、1934年のシドニー・ロイヤルイースターショーで発表された。1936年にミロはベルリンオリンピックの公式スポンサーとなっている。
1948年に作られた広告映画は、ミロについて、金属缶入りで0.5ポンド (230 g) 入りと14オンス (400 g) 入りの2種類があり、「強壮食品 (Tonic food)」として、ビタミンA、B、D、カルシウム、マグネシウム、鉄分、有機リン酸化合物が豊富なドリンクであると宣伝している。
日本では1973年にガラス瓶入りとして販売開始された。このガラス瓶入り版の場合、蓋の形状は当初と現在とは一部に差異がある。2002年にはフラクトオリゴ糖を強化したタイプが保健機能食品として認可を受けている。
オーストラリアでは2008年に「ミロBスマート」というビタミンBとヨウ素を追加した新製品が発売された。味も通常の物とは異なる。
商品のイメージカラーが緑色の為に、基本的なデザインでは背景色や瓶の蓋の色が緑色で、イメージのアスリートのユニフォームはミロスポンサードタイプに統一されている。このデザインは世界各国共通となっている（ただし各国独自のアスリートイラストがイメージイラストとして配置されている場合もある）。
2020年12月8日、ネスレ日本は人気に伴い、安定供給が出来ないとして、「ネスレ　ミロ　オリジナル」の袋入り２４０グラム、袋入り７００グラム（チャネル限定品）、箱入りのスティック５本－の３商品について販売休止すると発表。その後、供給体制が整ったとして、2021年3月1日から出荷を再開した。

## 各国での状況

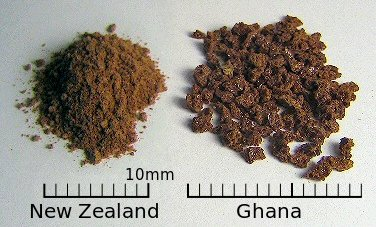
ニュージーランドのミロ、ガーナのミロ

日本や発祥国のオーストラリアでは、粉末の製品を牛乳か湯で溶いて飲むよう説明されている。また日本では、ミロのココア味を活かして、料理や菓子に用いるレシピも公開されている。
ガーナ、マレーシア、フィリピン、シンガポール、インドネシアでは、説明書に湯か冷水で溶いて飲むよう説明されており、ミルクと砂糖は「お好みに応じて」と書かれている。
ミロはマレーシアでは100PLUSと並んでポピュラーな飲料であり、チョコレート飲料の9割を占め、ミロの消費量も世界一とされる。マレーシアではネスレの売り上げの2割をミロが占めており、シンガポール、タイ、インドネシア、フィリピン、米国にも輸出をしている。ミロはマレーシアでハラールの認可を得ている。